# Saint George (Antigua i Barbuda)
Saint George – jeden z 6 okręgów, zwanych tradycyjnie parafiami (ang. parish), w Antigui i Barbudzie, znajdujący się w północnej części wyspy Antigua.